# Electrocatalizador

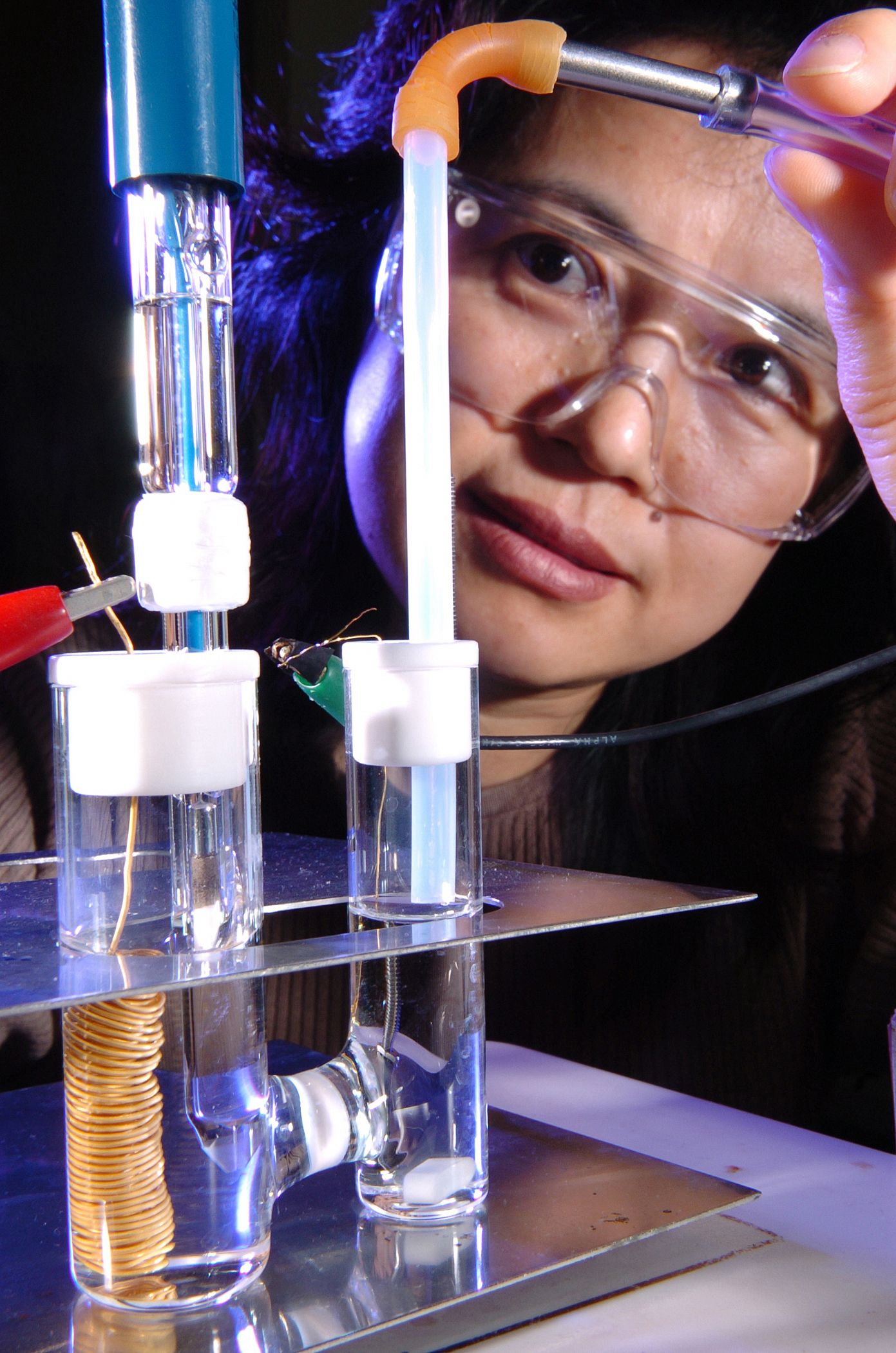
La estabilidad de un electrocatalizador se mide con un cátodo de platino.

Un electrocatalizador es un catalizador que participa en una reacción electroquímica. Los materiales catalizadores modifican e incrementan la velocidad de las reacciones químicas sin ser consumidos en el proceso. Los electrocatalizadores son una forma específica de catalizadores que funciona en las superficies del electrodo o puede ser la propia superficie del electrodo. Un electrocatalizador puede ser heterogéneo, tal como una superficie de platino o nanopartículas,  o homogéneo como un complejo o una enzima.  El electrocatalizador ayuda en la transferencia de electrones entre el electrodo y los reactivos, y/o facilita la transformación química intermedia descrita por una semirreación completa.

## Contexto
Hay múltiples formas de que se produzcan muchas transformaciones. Por ejemplo, el hidrógeno y el oxígeno se pueden combinar para formar agua a través de un  mecanismo de radicales libres comúnmente conocido como combustión. Se puede obtener energía útil del calor desprendido en esta reacción a través de un motor de combustión interna, con una eficiencia superior al 60% (para una relación de compresión de 10 y la relación de calor específico de 1,4) en base al Ciclo termodinámico de   Otto.
También es posible combinar el hidrógeno y el oxígeno a través de un mecanismo redox, como en el caso de una pila de combustible. En este proceso, la reacción se divide en dos semirreacciones que ocurren en electrodos separados. En esta situación, la energía del reactivo se convierte directamente en electricidad.
| Semirreacción               | E° (V) |
| --------------------------- | ------ |
| H2(g) ↔ 2 H+ + 2 e−         | ≡ 0    |
| O2(g) + 4 H+ + 4 e− ↔ 2 H2O | + 1,23 |

Este proceso no se rige por los mismos ciclos termodinámicos que los motores de combustión, se rige por la energía total disponible para hacer el trabajo como se describe por la energía libre de Gibbs. En el caso de esta reacción, ese límite es del 83% de eficiencia a 298K. Este par de semirreacciones y muchos otros no alcanzan su límite teórico en su aplicación práctica debido a la falta de un electrocatalizador eficaz.
Uno de los mayores inconvenientes de la celda voltaica  y de diversas formas de célula electrolítica como pila de combustible es que pueden sufrir barreras de activación de alta. La energía desviada para superar estas barreras de activación se transforma en calor. En la mayoría de las reacciones de combustión exotérmicas este calor no haría más que propagar la reacción catalíticamente. En una reacción redox, este calor es un subproducto inútil perdido para el sistema. La energía adicional necesaria para superar las barreras cinéticas se describe generalmente en términos de baja eficiencia Faradaica y alta sobretensión. En el ejemplo anterior, cada uno de los dos electrodos y sus semiceldas asociadas media de la célula podría requerir su electrocatalizador especializado propio.
Las semirreacciones que implican  múltiples etapas, la transferencia múltiple de electrones, y la evolución o el consumo de gases en sus transformaciones químicas, a menudo tienen considerables barreras cinéticas. Además, a menudo hay más de una posible reacción en la superficie de un electrodo. Por ejemplo, durante la electrólisis del agua, el ánodo puede oxidar el agua mediante de un proceso de dos electrones a peróxido de hidrógeno o de un proceso de cuatro electrones a oxígeno. La presencia de un electrocatalizador podría facilitar cualquiera de los caminos de reacción
Al igual que otros catalizadores, un electrocatalizador reduce la energía de activación de una reacción, sin alterar el  equilibrio de la reacción. Los electrocatalizadores van un paso más allá que otros catalizadores mediante la reducción del exceso de energía consumida por las barreras de activación de una reacción redox.

## Pilas de combustible de etanol
Un electrocatalizador de platino y rodio en nanopartículas de carbono apoyado de dióxido de estaño, puede romper los  enlaces de carbono a temperatura ambiente, dando solamente dióxido de carbono como producto, de modo que el etanol puede ser oxidado en los iones de hidrógeno y los electrones necesarios para crear electricidad.